# Ardiansyah
Ardiansyah (ur. 19 września 1983) – indonezyjski zapaśnik w stylu klasycznym. Zajął trzynaste miejsce na igrzyskach azjatyckich w 2010. Złoty medalista igrzysk Azji Południowo-Wschodniej w 2009 i srebrny w 2011 roku.